# تصالبة بصرية
التَّصَالُبَةُ البَصَريَّةُ أو التَّصَالُبُ البَصَرِيُّ هي جزء من الدماغ حيث يتقاطع العصبان البصريان جزئياً. تقع التصالبة البصرية في قاع الدماغ مباشرةً أسفل تحت المهاد. وتوجد في جميع الفقاريات، ولكنها في حلقيات الفم ( أنكليسات البحر وأسمالك الجريث ) تقع بداخل الدماغ.

## المسارات
ألياف العصب البصري على الناحية الأنفية للشبكية تعبر للجهة المقابلة من الدماغ عن طريق العصب البصري من خلال التصالبة البصرية ( ). بينما تظل ألياف الناحية الصدغية من الشبكية على نفس الجهة.
ترتبط الشبكية التحت أنفية "inferonasal retina" بالجزء الأمامي من التصالبة البصرية بينما ترتبط الشبكية الفوق أنفية "superonasal retina" بالجزء الخلفي من التصالبة البصرية.
هذا التصالب هو ميزة تكيفية في العيون الموجهة أمامياً "frontally oriented eyes"، في الأغلب توجد في الحيوانات المفترسة التي تتطلب دقة لإدراك العمق البصري. بعد التصالبة البصرية، يصبح العصبان البصريان سبيلان بصريان ويشملان الألياف العابرة والغير عابرة. ثم تمر الإشارات للجسم الرُكبي الوحشي "lateral geniculate body" ومنه إلى القشرة القذالية (التي تحوي مركز الإبصار).

## التصالبة البصرية في القطط
في القطط السيامية التي تمتلك نمط وراثي معين من جين المهق، سجل عدد من الباحثين بأنه يحدث خلل في مسار الأعصاب في التصالبة مما يجعل عدد الاعصاب التي تعبر أكبر من الطبيعي. وبالتالي يحدث الحول لتعويض نقص التصالب في أدمغتهم.
يحدث ذلك أيضاً في النمور المصابة بالمهق كما في تقرير Guillery & Kaas.

## صور إضافية

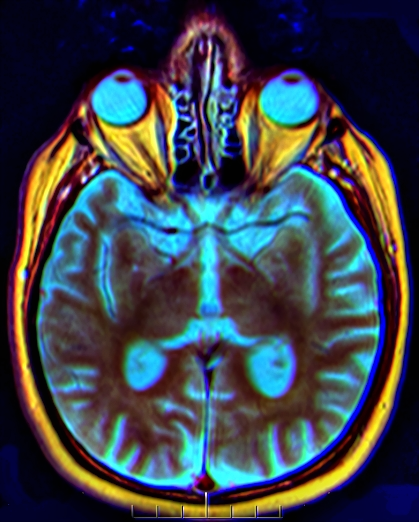
مخطط يوضح الروابط المركزية للعصب البصري والسبيل البصرية.
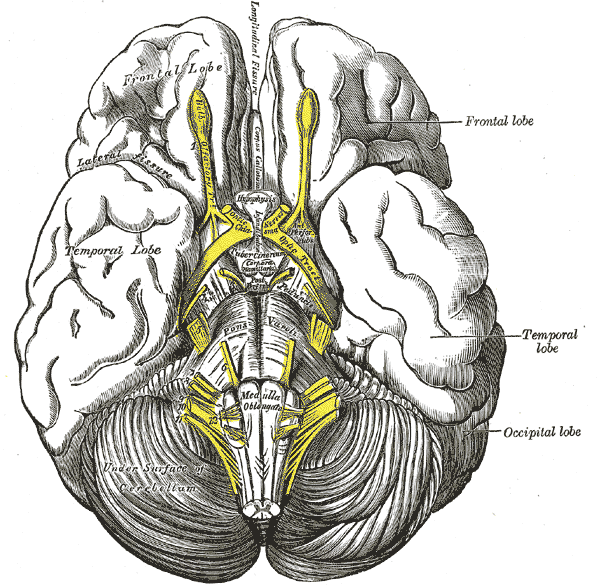
قاعدة المخ.
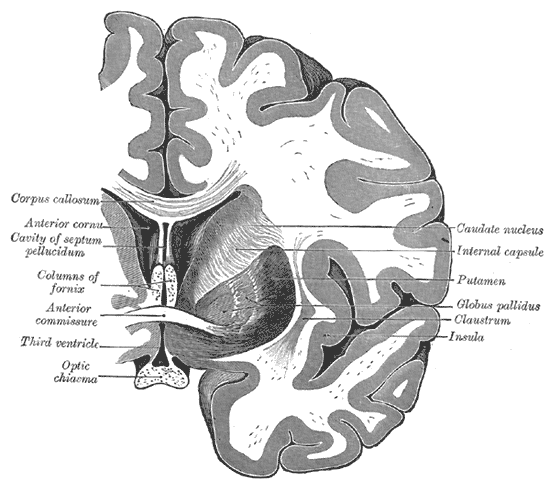
مقطع في جبهي في المخ خلال الصِوار الأمامي "anterior commissure".
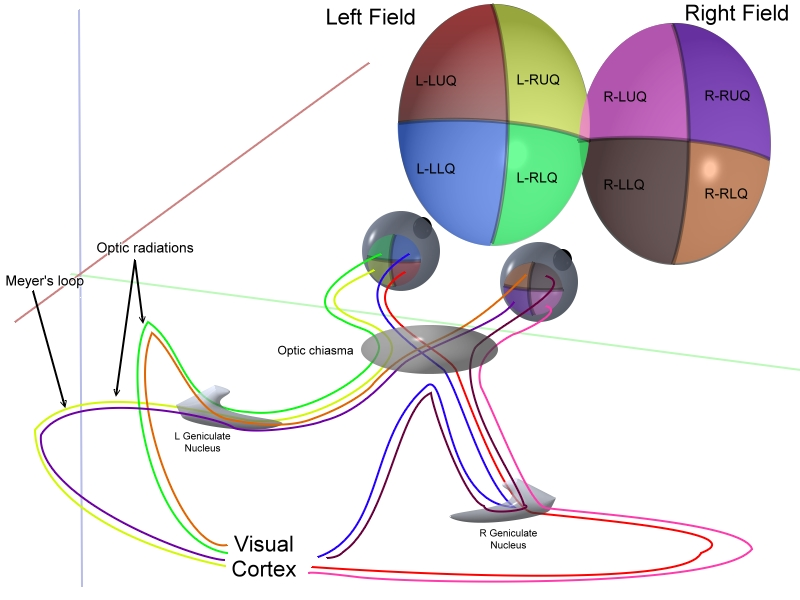
رسم توضيحي ثلاثي الأبعاد للسبيل البصري.
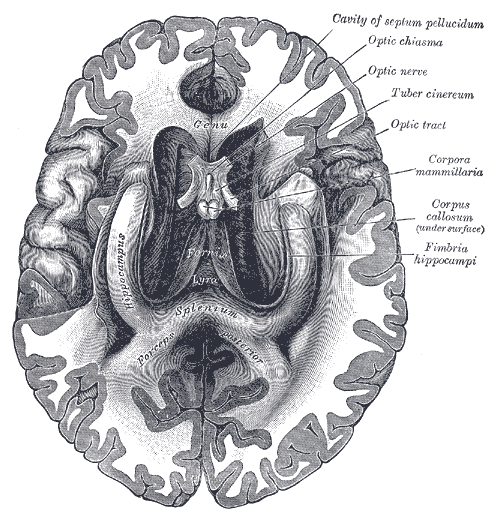
.
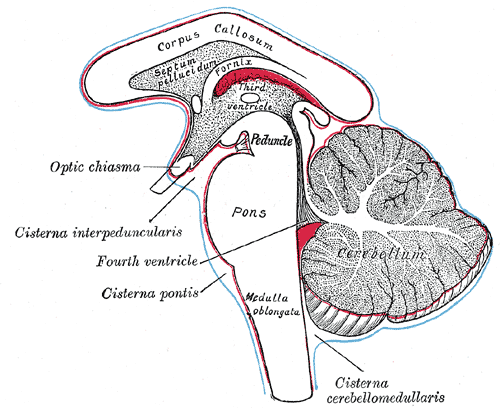
.
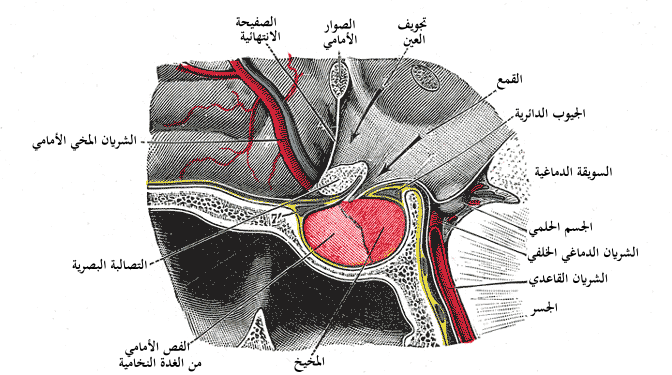
.
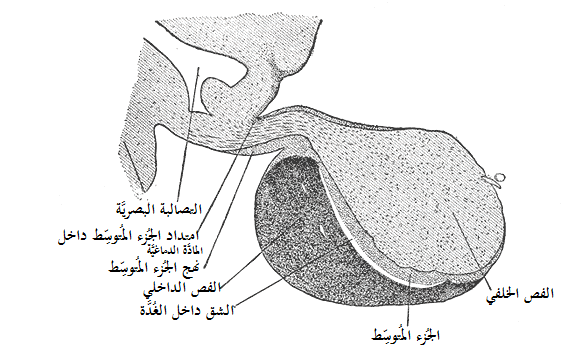
.
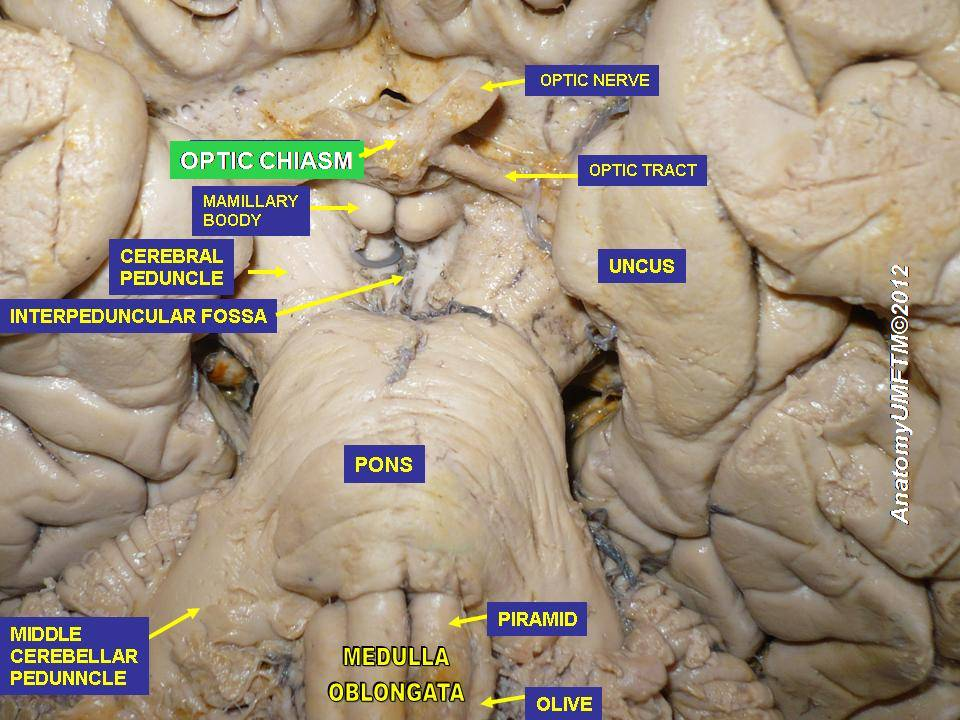
التصالبة البصرية.
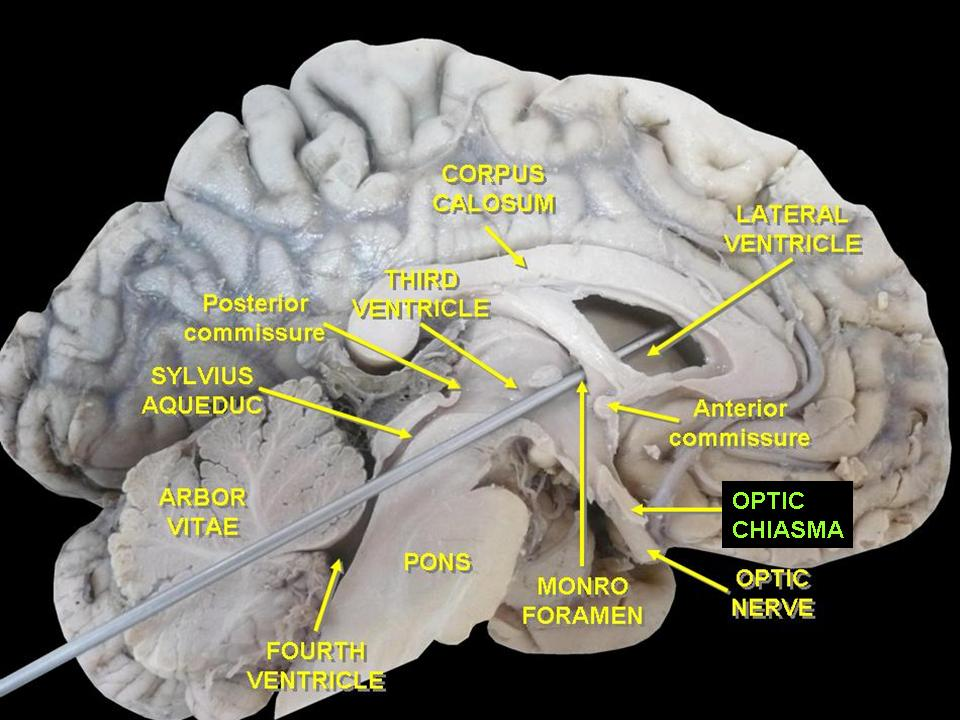
التصالبة البصرية.
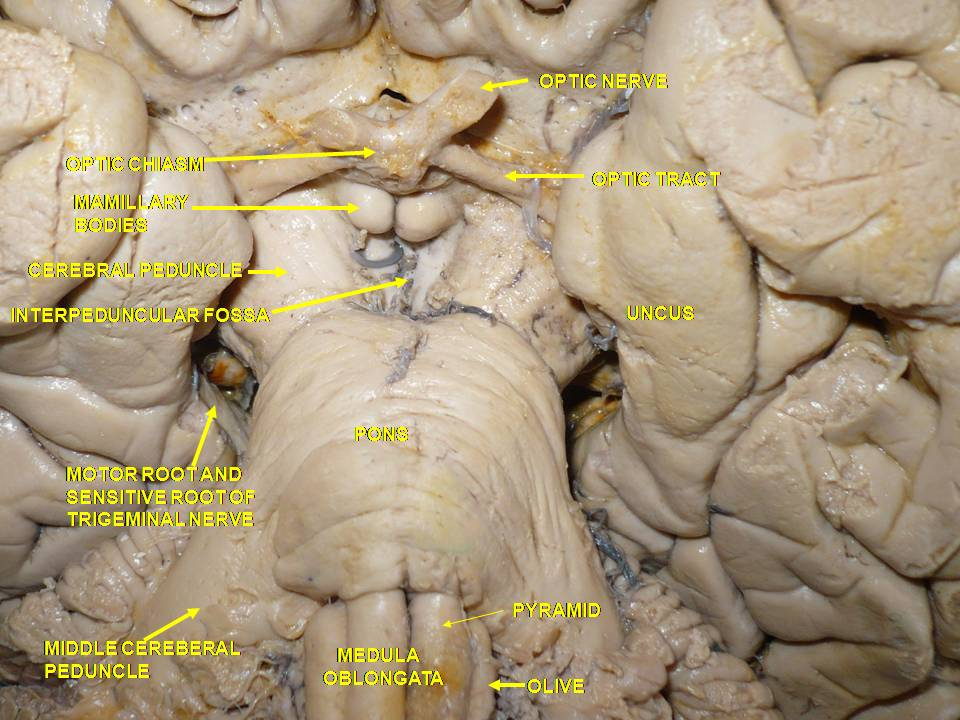
المخ. منظر سفلي. تشريح عميق.
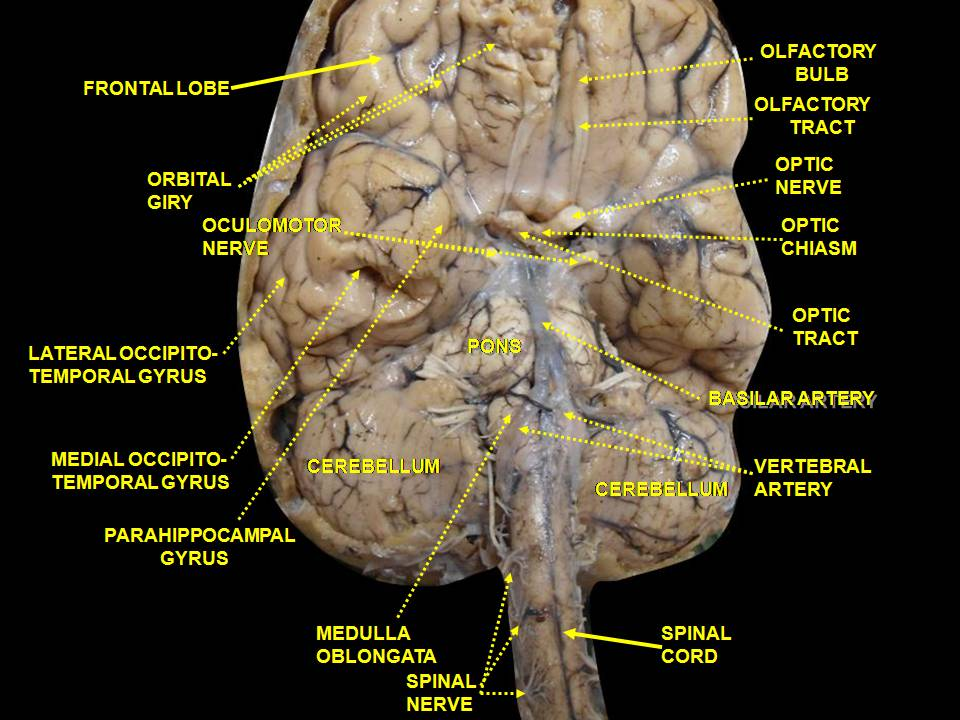
المخ. منظر سفلي. تشريح عميق
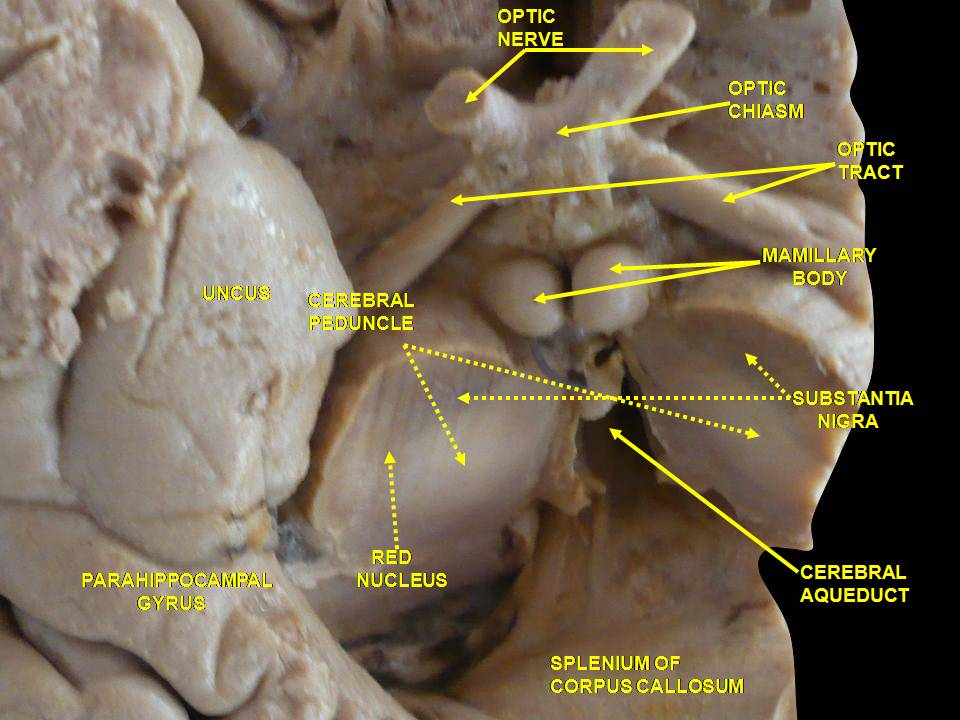
السويقة الدماغية. التصالبة البصرية.منظر سفلي. تشريح عميق. cerebral aqueduct
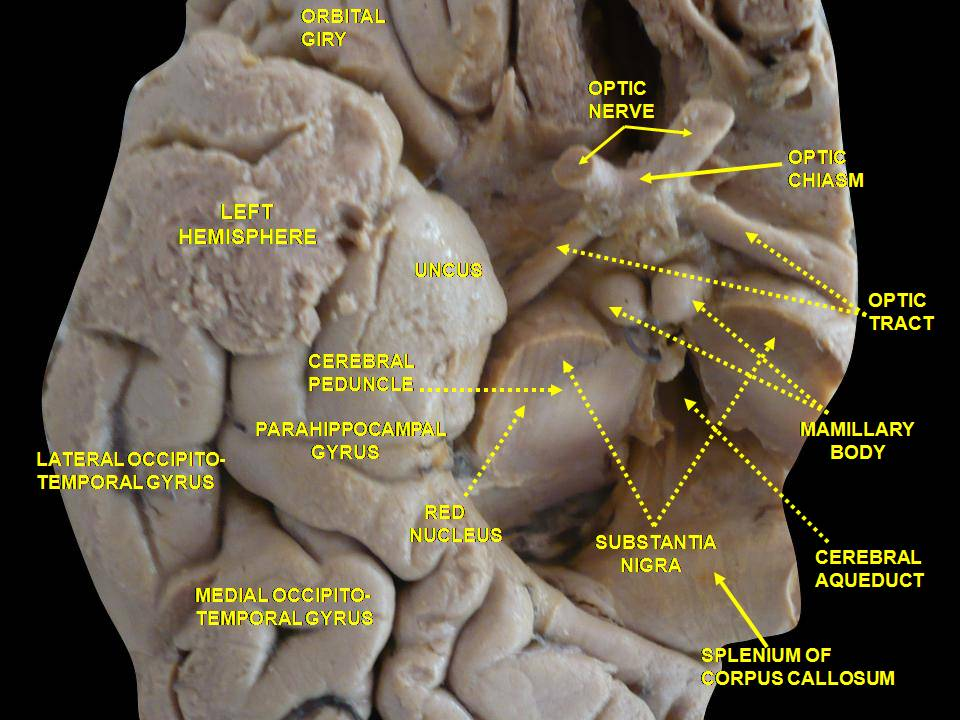
السويقة الدماغية. التصالبة البصرية.منظر سفلي. تشريح عميق.
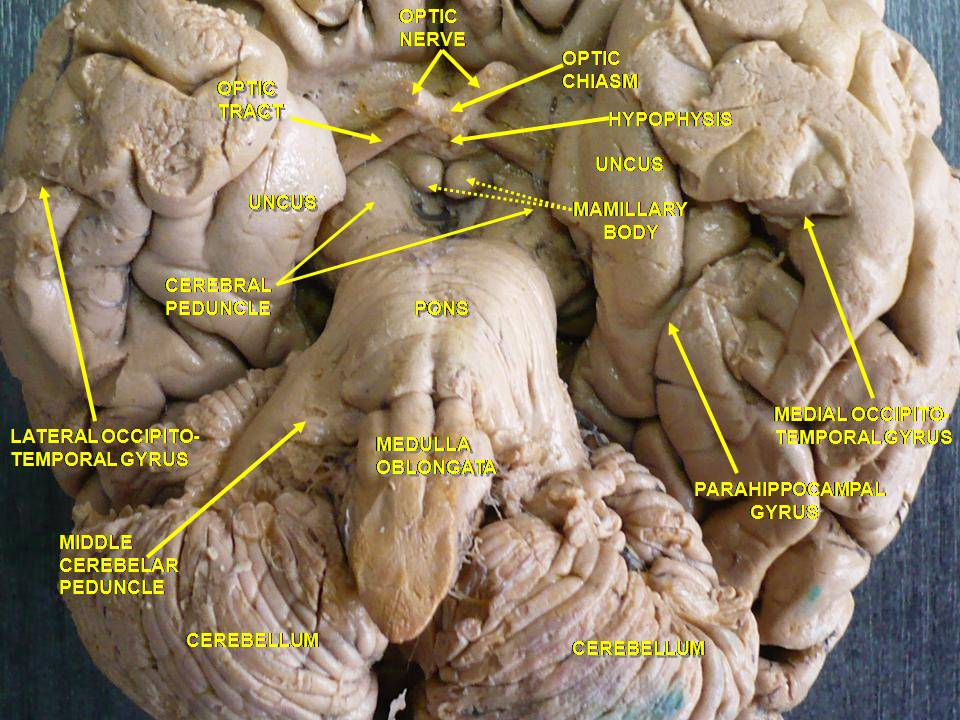
المخ. منظر سفلي. تشريح عميق.
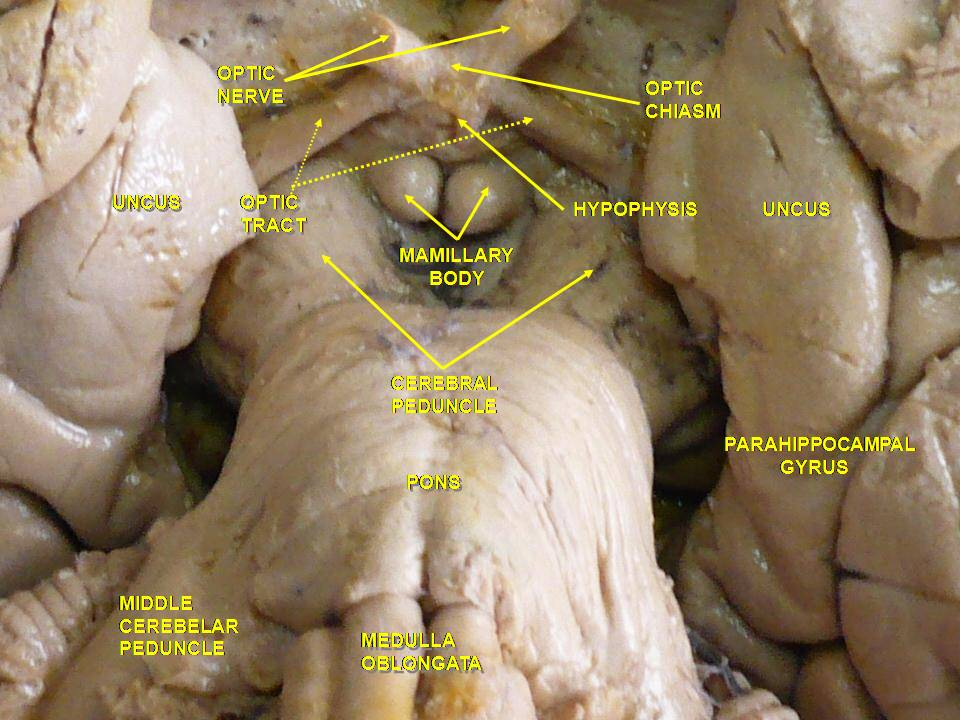
المخ. منظر سفلي. تشريح عميق.
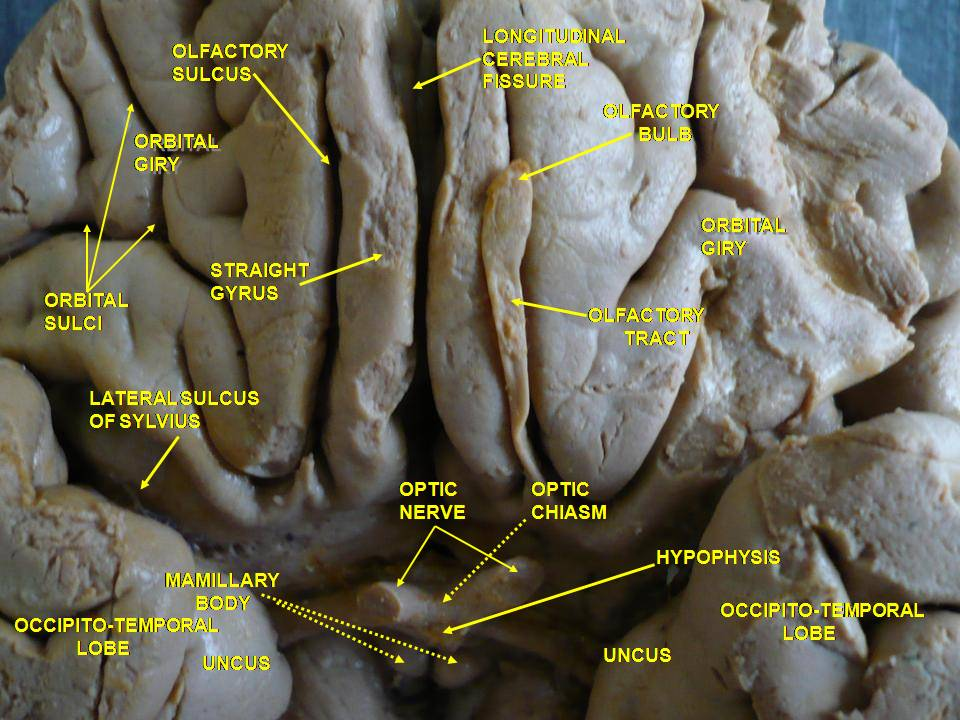
المخ. العصبان الشمي والبصري.منظر سفلي. تشريح عميق.
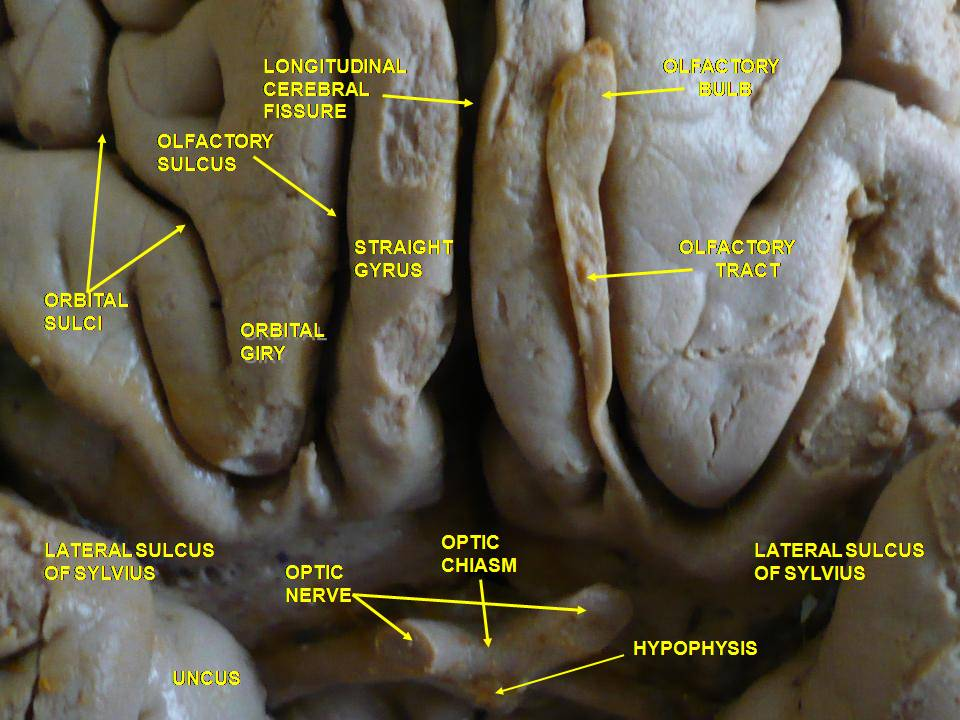
المخ. منظر سفلي. تشريح عميق.
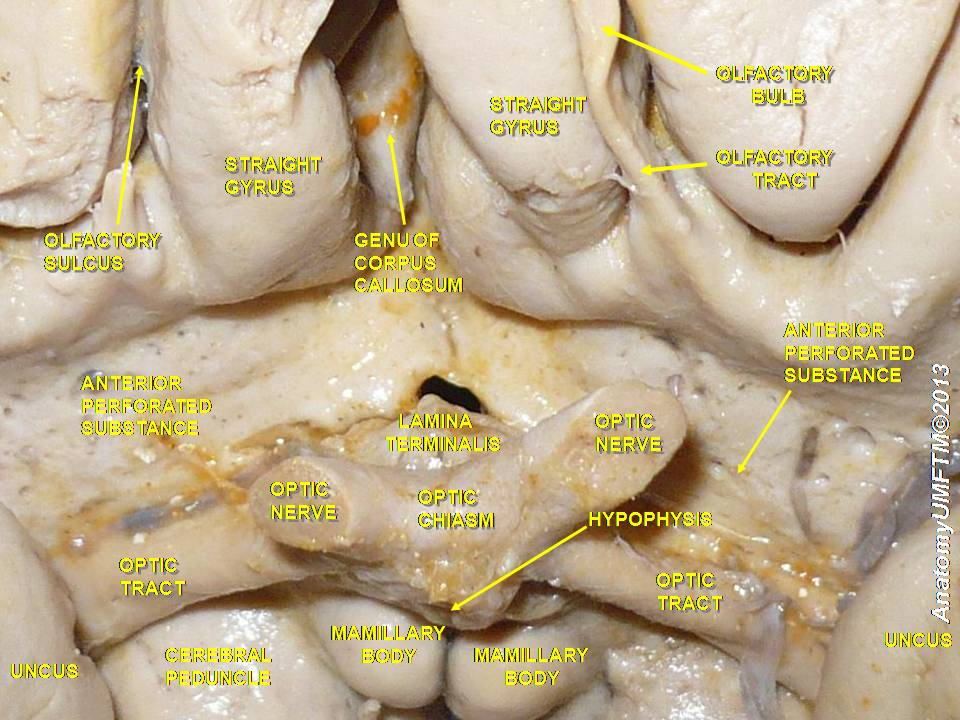
المخ. منظر سفلي. تشريح عميق.